# Beniamin (Bagrianski)
Beniamin, imię świeckie Wasilij Bagrianski (ur. w poł. XVIII w. w Moskwie, zm. 27 maja?/8 czerwca 1814 w Irkucku) – rosyjski biskup prawosławny.

## Życiorys
Był synem kapłana prawosławnego. Studiował w Akademii Słowiańsko-Grecko-Łacińskiej w Moskwie, skąd – jako wyróżniający się student – został skierowany na naukę na Uniwersytet w Lejdzie. Po powrocie do Rosji i zdaniu dodatkowych egzaminów otrzymał stopień naukowy magistra teologii i wyznaczony na wykładowcę filozofii w seminarium duchownym w Nowogrodzie. W 1776, po złożeniu wieczystych ślubów mniszych, został wyznaczony na prefekta seminarium. W 1782 został rektorem seminarium duchownego przy Ławrze św. Aleksandra Newskiego w Petersburgu, był równocześnie przełożonym monasteru Trójcy Świętej w Zieleńcu. Po roku został przeniesiony, także w charakterze przełożonego, do monasteru św. Antoniego Rzymianina w Nowogrodzie i został rektorem seminarium duchownego w Nowogrodzie. W 1788 Świątobliwy Synod Rządzący przeniósł go po raz trzeci, tym razem do monasteru Zaśnięcia Matki Bożej w Swijażsku (eparchia kazańska).
9 grudnia 1789 w cerkwi przy Pałacu Zimowym w Petersburgu odbyła się jego chirotonia na biskupa irkuckiego. W swojej eparchii w szczególny sposób dbał o rozwój zainicjowanych przez jego poprzedników misji wśród rdzennej nierosyjskiej ludności. Zreformował również seminarium duchowne w Irkucku. Był także inicjatorem kanonizacji pierwszego biskupa irkuckiego Innocentego (Kulczyckiego), przeprowadził wymaganą w procesie kanonizacyjnym translację jego relikwii i uznał za wiarygodne zgromadzone świadectwa o cudach, do jakich miało dojść za pośrednictwem Innocentego. Biskup został ostatecznie kanonizowany w 1804, po trzyletnich przygotowaniach.
Beniamin (Bagrianski) sprawował urząd biskupa irkuckiego do śmierci w 1814. Został pochowany w katedralnym soborze Objawienia Pańskiego w Irkucku.